# Pagliara dei Marsi
Pagliara dei Marsi è l'unica frazione del comune di Castellafiume (AQ), in Abruzzo.

## Geografia fisica
(Muzio Febonio, Historiae Marsorum)
Il paese è situato alle pendici del monte Girifalco (o Gerifalco) sul settore orientale della valle di Nerfa, località di passaggio tra la valle Roveto e i centri turistici di Cappadocia e Tagliacozzo. Sul versante opposto della montagna, oltre il valico di Girifalco e del monte Aurunzo, è situato il paese limitrofo di Corcumello, affacciato sui piani Palentini. Pagliara, situata a un'altitudine di 1 055 m s.l.m., è dominata dai resti del castello medievale di Girifalco.
Dista circa due chilometri dal capoluogo comunale.

## Storia

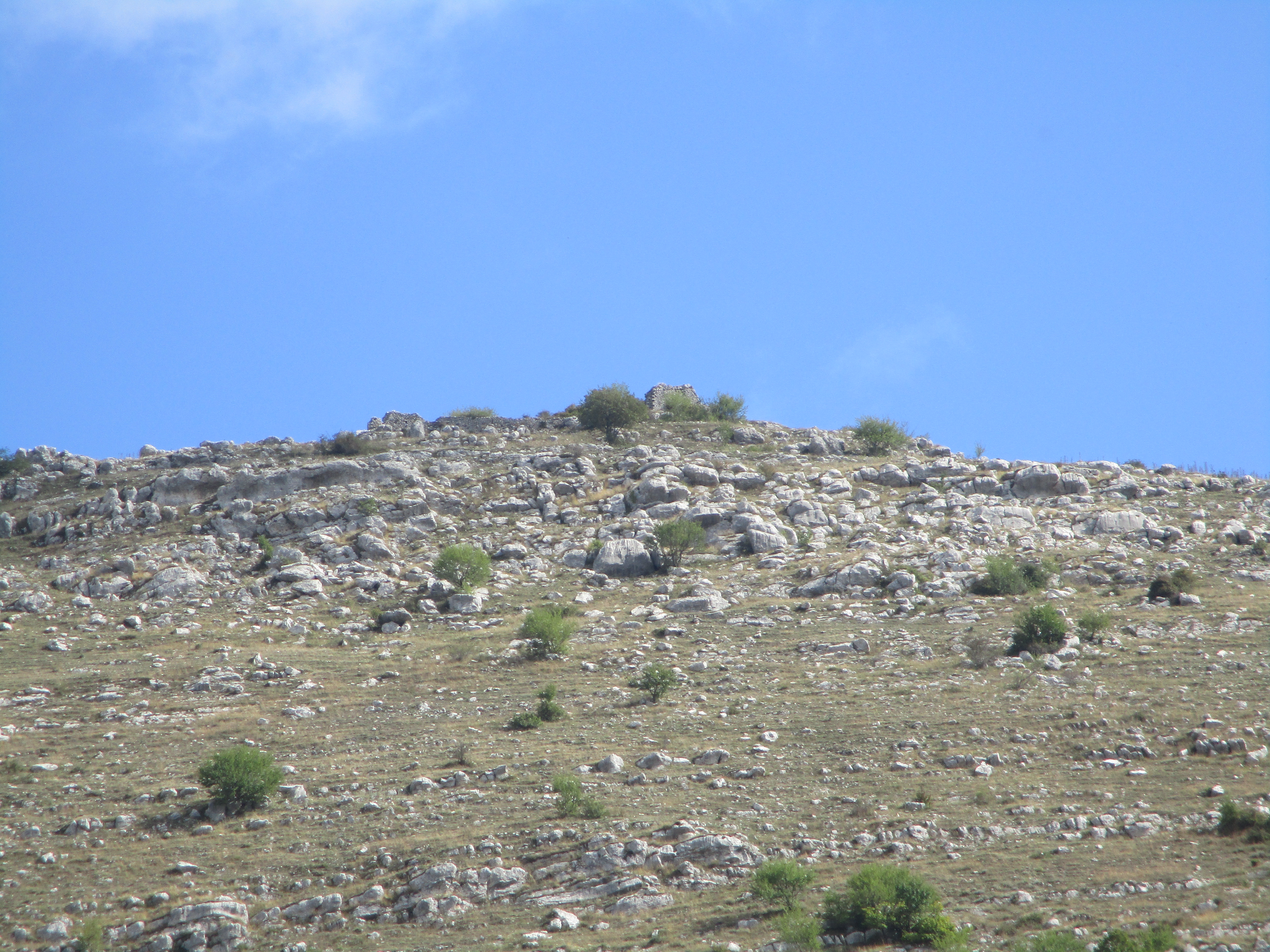
Ruderi del castello di Girifalco

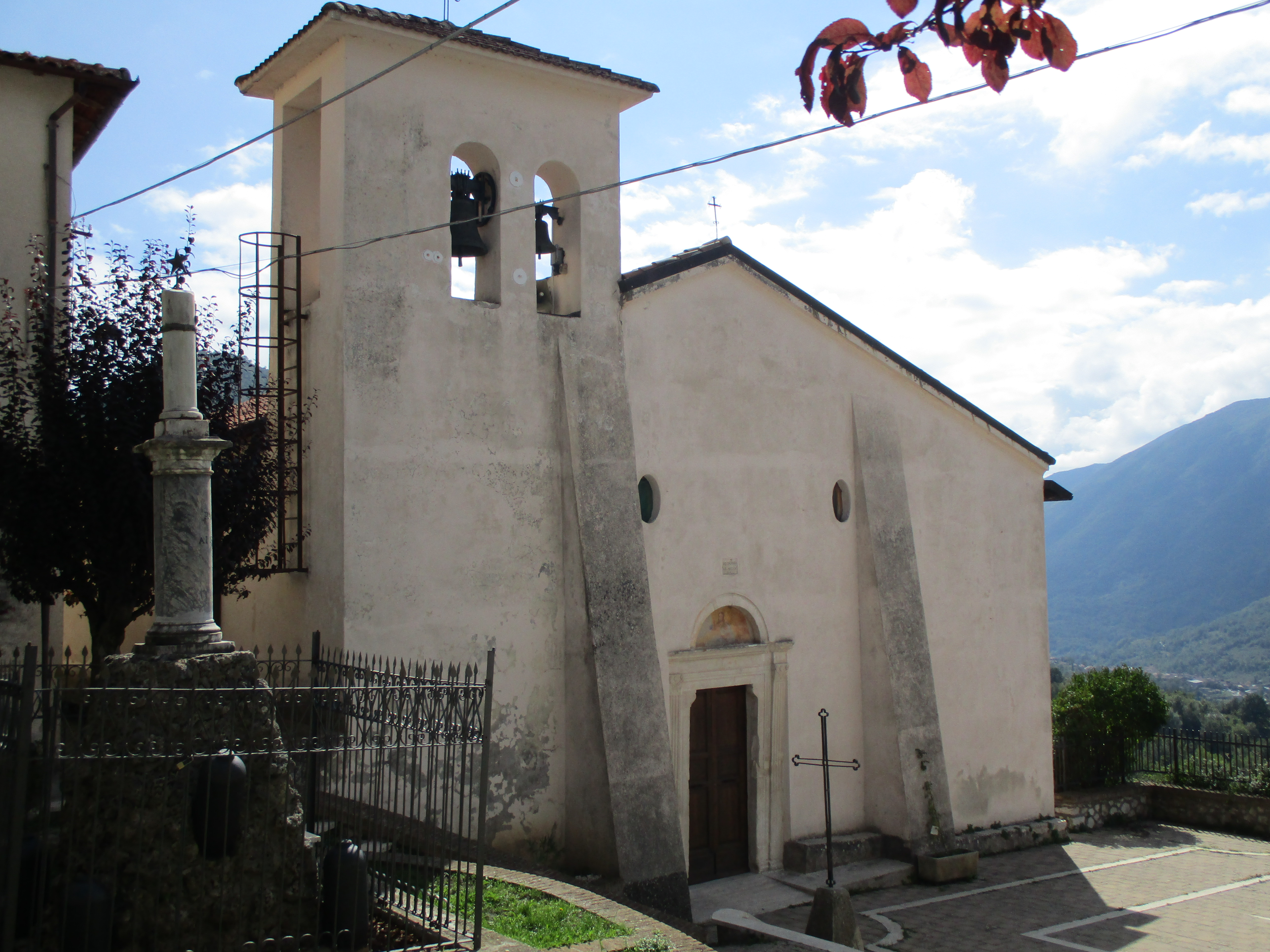
Chiesa del Santissimo Salvatore

Il piccolo centro, denominato nel Medioevo "Palearia" (nome trascritto anche come "Pleare", "Palearis" o "Paleara"), è sorto con ogni probabilità nell'XI secolo intorno al castello-recinto. La chiesa del Santissimo Salvatore è riportata nella bolla di Papa Clemente III con il nome di "Sancti Salvatoris in Parifalco", mentre in alcune trascrizioni appare come "Sancti Salvatoris in Cirifalco".
Il paese di Pagliara nel 1173 dipese dal barone Roberto di Cortinella, con ogni probabilità signore di Corcumello, e venne costruito intorno al castello più antico denominato Girifalco, dal nome dell'omonimo monte. Abbandonata la fortezza, il villaggio originario costituito di poche abitazioni venne trasferito poco più in basso, in un luogo riparato che ospitava ricoveri e stalle. Il posto scelto per edificare il nucleo urbano si rivelò un punto ideale, tanto che si sviluppò nei decenni successivi.
Nel Basso Medioevo Pagliara ha seguito le vicende della contea di Albe risultando inclusa tra i feudi del ducato di Tagliacozzo, controllato dagli Orsini fino agli ultimi anni del XV secolo e successivamente dai Colonna.
Il terremoto della Marsica del 1915 colpì gravemente anche Pagliara dei Marsi causando danni al patrimonio architettonico e alcune vittime, mentre furono 14 i giovani del paese che persero la vita durante la prima guerra mondiale. Il 1900 è stato caratterizzato dal fenomeno dell'emigrazione con il paese che dai 351 abitanti del 1910 è passato a poche decine di residenti nel XXI secolo.

## Monumenti e luoghi d'interesse

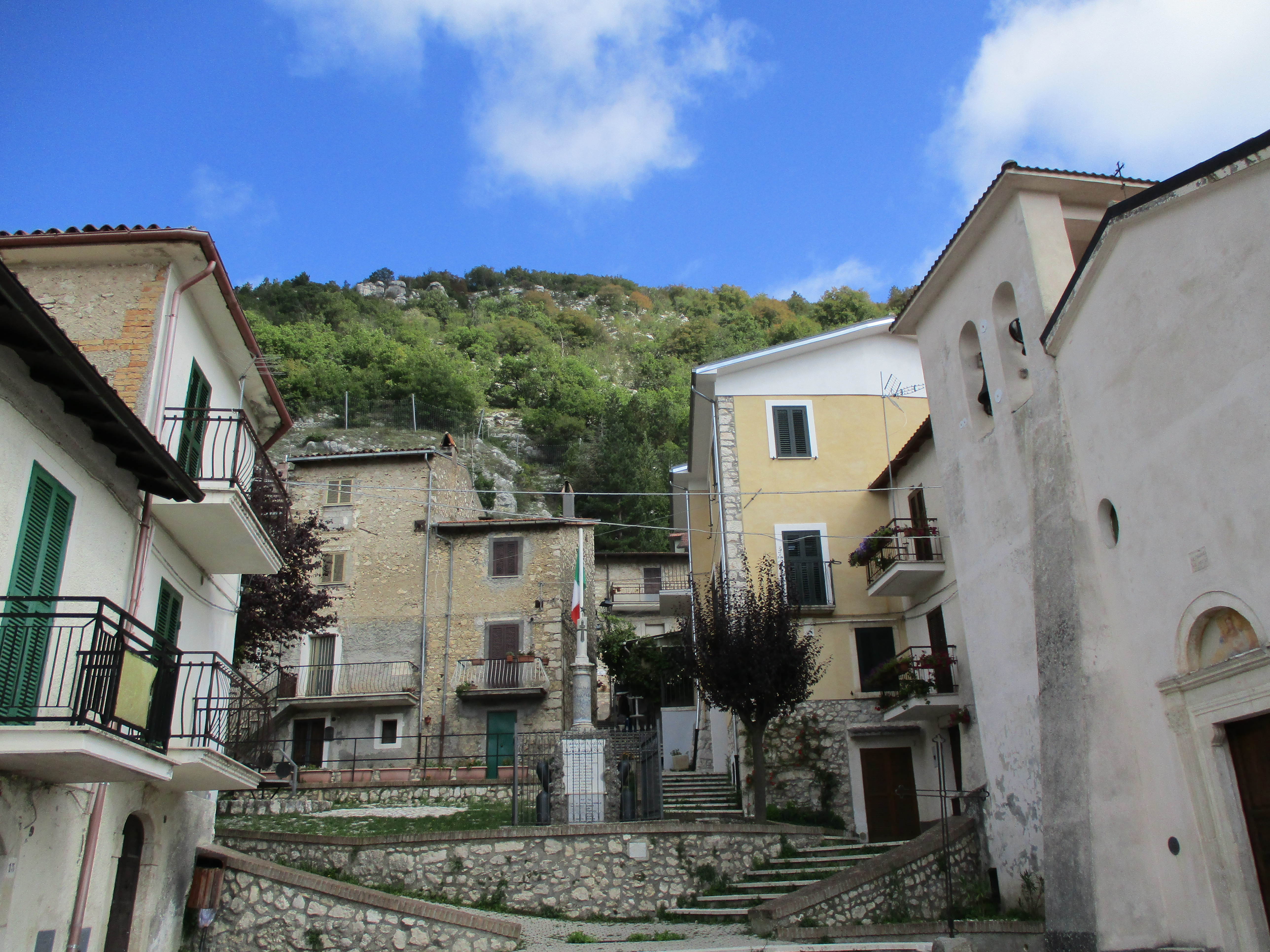
La piazza centrale del paese

### Architetture religiose
- Chiesa del Santissimo Salvatore, l'organo a 19 canne fu costruito nel 1873 da Tommaso Vayola[12].
- Chiesa della Madonna della Neve (detta anche "chiesa di Santa Maria dell'Oriente")
- Cappella della Cona, situata sul passo che collega il monte Girifalco al monte Aurunzo; è intitolata alla Madonna della Neve[13][14].

### Architetture militari
Castello di GirifalcoCitato per la prima volta nel Catalogus baronum con il nome di castellum di Girofalcum appare successivamente in documenti di Federico II di Svevia del 1231 e di Carlo I d'Angiò del 1271. Nel XV secolo viene citato con il nome di Castellum Palearie tra i possedimenti marsicani delle famiglie Orsini e Colonna. La struttura originaria, risalente all'XI secolo, era composta dalla torre quadrata circondata da una piccola recinzione rettangolare, mentre nel XIII secolo venne edificata la fortezza vera e propria con l'innalzamento della torre trapezoidale e di quella poligonale e con la realizzazione della cisterna, dei cortili, dei camminamenti e delle opere di muratura. Incluso nel ducato di Tagliacozzo tra i possedimenti dei Colonna appare per l'ultima volta in documenti storici nel 1516. I ruderi ancora visibili sono collocati sul valico dell'omonimo monte che sovrasta il paese contemporaneo a 1 268 m s.l.m.

### Aree naturali
Monte AurunzoSito di interesse comunitario insieme al confinante monte Arezzo, raggiunge un'altitudine di 1455 m s.l.m.
Monte GirifalcoLa montagna, detta anche Gerifalco, sovrasta il paese raggiungendo la quota di 1 268 m s.l.m. La fauna è caratterizzata dalla presenza di piante tipiche dell'appennino centrale come betulla, biancospino, nocchia e in alcune aree del pino. Tra le erbe sono presenti acetosella, altea, assenzio, belladonna, camomilla, cardo santo, cicuta, elleboro, genziana, genzianella, malva, nardo, tarassaco e timo. Diverse le specie faunistiche che popolano l'area montuosa: civetta, donnola, faina, lepre, merlo, pica, scioattolo, talpa, tasso, upupa, volpe.
- Grotta di San Lorenzo, piccola cavità abibita durante il Medioevo a un romitorio dedicato a San Pietro da Corcumello[19].
- Valle di Nerfa, depressione geografica collocata tra la valle Roveto e la piana del Cavaliere.

## Società

### Tradizioni e folclore
Il 17 e 18 agosto si svolgono annualmente le feste patronali della Madonna della Neve.

## Infrastrutture e trasporti

### Strade
La Strada provinciale 23 della valle di Nerfa, inaugurata nel 1880, attraversa il territorio di Castellafiume e Pagliara collegando Tagliacozzo a Capistrello.

## Sport
L'escursionismo e l'arrampicata sono le attività sportive più praticate nel territorio ricco di falesie montane della valle di Nerfa.